# Appalto
L'appalto (dal latino medievale appaltum, forse dal latino ad pactum «a contratto») è il contratto con cui una parte (appaltatore) assume, con organizzazione dei mezzi necessari e con gestione a proprio rischio, l'obbligazione di compiere in favore di un'altra (committente o appaltante) un'opera o un servizio.
L'appaltatore, che solitamente è un imprenditore, è tenuto a organizzare i mezzi e a svolgere ogni attività necessaria alla realizzazione dell'opera dedotta in contratto, secondo le modalità pattuite e la regola dell'arte. Quella dell'appaltatore è quindi un'obbligazione di risultato, in quanto il pieno adempimento coincide solo con la completa realizzazione dell'opera.
Un contratto di appalto può essere stipulato da un soggetto pubblico con un soggetto privato, o con un altro soggetto pubblico, in seguito ad una procedura di affidamento prevista dalla legge (gara ad evidenza pubblica, affidamento diretto, affidamento in-house) e in tal caso si parla di appalto pubblico, oppure può essere stipulato tra soggetti privati.
La commessa è il procedimento tecnico-contabile (o progetto) di esecuzione dello specifico contratto  (sostanzializzato attraverso un ordine di appalto o una lettera di incarico) per una determinata opera o servizio.

## Normativa italiana
Nell'ordinamento giuridico italiano, il contratto d'appalto è regolato dagli articoli 1655 e seguenti del codice civile. La disciplina è integrata, con riferimento ai contratti conclusi da soggetti pubblici o da soggetti che svolgono servizi pubblici, dal codice dei contratti pubblici (d.lgs. 36/2023), in attuazione delle direttive 2014/23/UE, 2014/24/UE e 2014/25/UE.

### Le obbligazioni dell'appaltatore

#### La garanzia per vizi e difformità
Un aspetto peculiare dell'obbligazione dell'appaltatore è costituito dalla garanzia per i vizi e le difformità dell'opera (art. 1667 c.c.).
Qualora l'opera realizzata presenti vizi, ovvero difformità rispetto al progetto, il committente può richiedere, a sua scelta:
- l'eliminazione dei vizi a cura e spese dell'appaltatore, oppure
- la riduzione del prezzo pattuito.

In ogni caso, l'appaltante può chiedere anche il risarcimento del danno, qualora l'emersione dei vizi o delle difformità sia conseguenza di una condotta colposa dell'appaltatore.
Il committente può infine richiedere la risoluzione del contratto se la res oggetto del contratto risulta del tutto inadatta all'uso a causa dei vizi.
Se, al momento della consegna, l'opera è stata accettata dalla committenza, la garanzia è limitata ai soli vizi “occulti” (cioè non immediatamente riconoscibili) o dolosamente taciuti dall'appaltatore.
La garanzia opera, infine, solo se il vizio o la difformità sono denunciati all'appaltatore entro il termine di 60 giorni dalla loro scoperta. Si prescinde da tale termine solo se i vizi sono stati occultati dall'appaltatore, ovvero se sono stati da lui riconosciuti.
L'azione contro l'appaltatore si prescrive in due anni dalla consegna. Se il committente è convenuto in giudizio per il pagamento del prezzo, egli può comunque far valere la garanzia, purché abbia denunciato i vizi entro 60 giorni dalla scoperta e entro un biennio dalla consegna dell'opera.

#### Garanzia per vizi di cose immobili destinate a lunga durata
Parzialmente diversa è la disciplina in caso di vizi che interessano un edificio o altro immobile destinato a lunga durata.
La rovina del bene o altri gravi difetti che ne compromettano il normale utilizzo, possono farsi valere entro dieci anni dall'esecuzione dell'opera, purché il vizio sia stato denunziato entro un anno dalla scoperta.

#### Fornitura della materia prima
Salvo diverso accordo tra le parti, l'appaltatore fornisce, oltre ai mezzi, anche la materia prima necessaria alla realizzazione dell'opera.
Nei casi in cui la materia prima venga fornita dal committente, l'appaltatore è tenuto a denunciare prontamente eventuali difetti di essa che dovessero emergere in corso d'opera.

### Le obbligazioni del committente
L'obbligazione principale del committente è il pagamento del prezzo.
Il corrispettivo per l'opera può essere stabilito globalmente ("a forfait" oppure detto "a corpo") o a misura (ad esempio per euro al metro).
Se è stabilito a forfait, si ritiene comprensivo anche di eventuali variazioni (autorizzate) al progetto originario.
Se le parti non lo hanno pattuito, si calcola riferendosi alle eventuali tariffe esistenti e agli usi. In mancanza di usi o tariffe, deve essere determinato dal giudice.
In ogni caso, il prezzo si intende stabilito "rebus sic stantibus": è quindi permesso a entrambe le parti di richiedere la revisione del prezzo qualora, per effetto di circostanze imprevedibili, dopo la conclusione del contratto si siano verificate variazioni sensibili (superiori a 1⁄10) nel prezzo di materiali o mano d'opera (art. 1664 c.c.).
Clausole di revisione del prezzo sono spesso previste anche contrattualmente.

### Variazioni del progetto
Le variazioni al progetto originario si distinguono in tre categorie:

#### I) Variazioni concordate tra le parti
Se c'è accordo tra le parti, il progetto si può modificare liberamente.
Se il prezzo è determinato a forfait, il committente non è tenuto a pagare le variazioni e le aggiunte, salvo diverso accordo.
Ai fini della prova, l'accordo (o l'autorizzazione del committente) deve avere forma scritta.

#### II) Variazioni necessarie
Se le variazioni sono necessarie per eseguire il lavoro a regola d'arte, ma le parti non si accordano, spetta al giudice determinare le variazioni opportune e il relativo corrispettivo.
In alcuni casi, tali variazioni autorizzano le parti a recedere dal contratto:
1. l'appaltatore può recedere se l'importo delle variazioni supera il sesto del prezzo a forfait convenuto. Il committente è in ogni caso tenuto a corrispondergli un'equa indennità per il lavoro prestato.
2. il committente può recedere se le variazioni sono "di notevole entità", corrispondendo comunque all'appaltatore un equo indennizzo.

#### III) Variazioni richieste dal committente
Il committente può apportare unilateralmente variazioni al progetto, purché il costo complessivo delle aggiunte non superi di un quinto il prezzo contrattualmente stabilito.
Le opere in aggiunta devono comunque essere pagate anche se il prezzo era determinato a forfait.
Il committente non può tuttavia apportare variazioni che comportino notevoli modificazioni della natura dell'opera.

### Variazioni del corrispettivo a progetto invariato
Le variazioni al corrispettivo dovute a onerosità o difficoltà impreviste nell'esecuzione dell'appalto sono disciplinate all'articolo 1664 c.c. secondo due ipotesi:

#### 1) Per fluttuazioni di costo della materia prima o della manodopera
L'appaltatore è tenuto ad accollarsi i maggiori costi fino al limite di 1/10 di variazione rispetto al prezzo originario. Oltre tale soglia entrambe le parti possono chiedere una revisione limitatamente alla differenza di prezzo eccedente tale limite percentuale.

#### 2) Per cause geologiche, idriche e simili insorgenti in corso d'opera, non previste dalle parti
Se le cause sono tali da rendere notevolmente più onerosa la prestazione dell'appaltatore, questi ha diritto a un compenso adeguato.

### Collaudo e verifiche
Il committente ha diritto, prima di ricevere l'opera in consegna, di sottoporre la stessa a opportune verifiche per constatare se è stata bene eseguita (articoli 1665 e 1666 c.c.).
Se la verifica ha esito positivo, l'opera si considera accettata e l'appaltatore ha diritto a ricevere il corrispettivo.
Il committente può inoltre verificare lo stato dei lavori anche in corso d'opera. Se dalla verifica emergono inadempienze, il committente può fissare un congruo termine entro cui l'appaltatore deve conformarsi alle indicazioni del progetto, trascorso inutilmente il quale il contratto si considera risolto.

### Recesso dal contratto
Il committente può sempre recedere dal contratto, anche se l'esecuzione abbia avuto inizio, con il solo obbligo di tenere indenne l'appaltatore delle spese sostenute, dei lavori eseguiti e del mancato guadagno.
Non è necessario motivare la decisione per il mero recesso, e fra i motivi rientra la lesione del rapporto fiduciario per inadempimenti dell'appaltatore. La motivazione diviene condizione necessaria, e valutabile da un giudice se una delle parti chiede il risarcimento del danno: diversamente da altre norme che regolano i contratti fra persone fisiche (come il licenziamento nel rapporto di lavoro), non è obbligatoria la forma scritta della motivazione.
Se il contratto si risolve per impossibilità sopravvenuta, il committente deve pagare la parte di opera realizzata, se è per lui di qualche utilità.
Il committente può inoltre recedere dal contratto in caso di morte dell'appaltatore, se la persona del contraente era stata ragione determinante del contratto o se gli eredi non danno affidamento sulla buona esecuzione dell'opera.

### Subappalto
Quando il vincitore dell'appalto a sua volta appalta il lavoro a un altro soggetto si parla di subappalto. Il subappalto non è consentito, salvo autorizzazione, per iscritto, del committente (art.1656 c.c.).
L'appalto è infatti un contratto fondato sull'intuitus personae (ovvero, sulla scelta esplicita della controparte contrattuale), per cui non è consentita una sostituzione non autorizzata del soggetto obbligato.
L'appaltatore è responsabile verso il committente del lavoro effettuato dai subappaltatori. A norma dell'art. 1670 c.c., all'appaltatore è riconosciuto il diritto di agire in regresso nei confronti dei subappaltatori, salvo che comunichi la denunzia per vizi e difformità dell'opera da parte del committente entro sessanta giorni dal suo ricevimento. Tale termine è di decadenza.

### Differenze rispetto ad altri istituti
Rispetto alla compravendita: l'appalto è un'obbligazione di "facere", non di dare. La distinzione non è però agevole quando si tratti di vendita di cosa futura che il venditore deve fabbricare. Per la giurisprudenza, si ha vendita se il prodotto da costruire rientra nella produzione abituale del venditore; si ha appalto se vi è l'esigenza di un'attività particolare del produttore, in modo che l'obbligazione di fare sia preminente rispetto all'obbligazione di dare, sotto il profilo oggettivo e soggettivo. In altri casi, occorre suddividere la commessa globale tra attività rientrante nell'appalto e quelle nella vendita, specie quando il fornitore lavora (progettazione, costruzione, installazione, manutenzione) su specifica del committente.
Altri casi non facili da dipanare è quando l'oggetto non è un'opera materiale ma un servizio (ad esempio: catering, pulizia, manutenzione, formazione, logistica, servizi IT, ecc.).